# Raúl Palacios
Raúl Alejandro Palacios Gamboa (* Los Andes, Región de Valparaíso, Chile 30 de octubre de 1976) es un exfutbolista chileno que jugaba de mediocampista. Jugó en varios equipos, dentro y fuera de Chile.

## Clubes
| Club                 | País           | Año       |
| -------------------- | -------------- | --------- |
| Colo-Colo            | Chile          | 1994-1995 |
| Unión San Felipe     | Chile          | 1996      |
| Everton              | Chile          | 1997      |
| Santiago Morning     | Chile          | 1998-1999 |
| Colo-Colo            | Chile          | 2000      |
| Santiago Morning     | Chile          | 2001      |
| Racing de Ferrol     | España         | 2001      |
| Unión Española       | Chile          | 2002      |
| Colorado Rapids      | Estados Unidos | 2002      |
| Santiago Morning     | Chile          | 2003      |
| Coquimbo Unido       | Chile          | 2003-2004 |
| Deportes La Serena   | Chile          | 2005-2006 |
| Deportes Antofagasta | Chile          | 2007      |
| Coquimbo Unido       | Chile          | 2007-2009 |
| San Marcos de Arica  | Chile          | 2009      |

## Selección nacional
Por la Selección chilena participó de la Copa América de 1999. Disputó un total de 14 partidos por La Roja, marcando 2 goles.

### Participaciones en Copa América
| Copa América      | Sede     | Resultado    |
| ----------------- | -------- | ------------ |
| Copa América 1999 | Paraguay | Cuarto lugar |

## Palmarés

### Nacionales
| Título     | Club           | País  | Año    |
| ---------- | -------------- | ----- | ------ |
| Copa Chile | Colo-Colo      | Chile | 1994   |
| Primera B  | Coquimbo Unido | Chile | 2008-C |